# Ivanivka, Babanka
Ivanivka (în ucraineană Іванівка) este localitatea de reședință a comunei Ivanivka din raionul Babanka, regiunea Cerkasî, Ucraina.

## Demografie
Componența lingvistică a localității Ivanivka
     Ucraineană (97,92%)
     Rusă (1,47%)
     Alte limbi (0,43%)
Conform recensământului din 2001, majoritatea populației localității Ivanivka era vorbitoare de ucraineană (97,92%), existând în minoritate și vorbitori de rusă (1,47%).